# А-1 (планёр)
А-1 (У-с4 — «учебный, серии 4») — учебный планёр конструкции Олега Антонова.

## Конструкция
Планёр А-1 предназначался для первоначального обучения. Был создан на базе предыдущей разработки Олега Антонова — планёра «Стандарт-2».
Представляет собой четырёхподкосный моноплан с высокорасположенным крылом. В качестве фюзеляжа используется плоская центральная ферма с хвостовой балкой, на которой расположено хвостовое оперение. Балка соединяется шарниром с центральной фермой. Благодаря этому хвостовую часть планёра можно сложить вдоль размаха крыла. При этом не происходит нарушения регулировки тросов управления рулями. Эта особенность облегчает транспортировку планёра, уменьшает необходимое для его хранения место.
Носовой обтекатель может сниматься.
Для взлёта и посадки используются лыжа или деревянное колёсное шасси.
Удачная конструкция, полностью соответствующая назначению планёра, привела к тому, что планёр был изготовлен большой серией. Более того, планёр стал родоначальником целого ряда летательных аппаратов различного назначения.

## Лётно-технические характеристики
- Размах крыла  — 10,56 м;
- Длина  — 5,60 м;
- Высота  — 1,70 м;
- Относительное удлинение — 7,13;
- Площадь крыла  — 15,64 м²;
- Масса:
  - пустого — 92 кг;
  - полётная — 164 кг;
- Максимальная скорость — 70 км/ч;
- Максимальное аэродинамическое качество — 11;
- Скорость МАК — 46 км/ч;
- Минимальное снижение — 1,15 м/с;
- Посадочная скорость — 37 км/ч;
- Экипаж  — 1 человек.